# 陳芷敏
陳芷敏（Elke Tan，1990年10月19日—），福建人，香港自由身模特兒，前組合Donut的成員之一，近年主力做模特兒工作，亦為不少網上媒體拍短片。

## 簡介
陳芷敏最初入行期間主要任職展埸模特兒，由於她喜愛拍照作品，嘗試以個人興趣從事模特兒行列，獲得經紀公司賞識之下加入娛樂圈工作，並參與香港年輕模特兒组合Donut。
基於時下年輕模特兒慣常被大眾認定需要行走性感路線，她認為年輕模特兒都可以展現出另類一面，堅持以清純形象示人，結果突圍而出，得到不少少男少女支持。2011年她參與拍攝香港保安局禁毒處平面廣告，宣揚禁毒訊息「企硬！唔Take嘢」，逐漸為大眾所認識。

## 職業生涯

### 成名初期
陳芷敏是福建人，出生及成長於香港。由於姓氏「陳」的英文並不是香港常用的「Chan」，而是新加坡、馬來西亞慣用的「Tan」，因而經常被人誤會是新加坡或馬來西亞人。
2010年跟HKModelhouse簽約，並且打破當時年輕模特兒一面倒的性感路線，以清純乖乖女的形象出現，隨後加入組合Donut成為其中一員。
2011年拍攝香港保安局禁毒處平面廣告「企硬！唔Take嘢」，開始被一般大眾所認識。同年以第二代Donut成員身份推出寫真集《Summer Lover夏之戀人》，由於陳芷敏是成員中唯一沒有走性感路線的，使她脫穎而出，不單得到眾多少男的支持，同時亦得到不少少女的粉絲。
2012年承接著2011年的氣勢，陳芷敏獲得不少香港及中國內地節目的垂青，參與不少電視節目，當中內地節目《華娛米飯》更讓陳芷敏在內地受到注視。同年更推出第二本寫真集《Donut 戀戀東京》，獲得不錯的口碑。

### 嶄露頭角
2013年7月陳芷敏率先與視帝黎耀祥一同到雲浮郁南為內地樓盤剪綵，藉著這個機會，獲得不少內地登台的機會。同年陳芷敏首次在亞洲電視節目《慧珊時尚坊》亮相，不過隨後主力為有線娛樂新聞台拍攝多個節目，成為該台生招牌。
除了電視節目，陳芷敏亦初嘗大銀幕的滋味，客串電影《超級經理人》。
2014年陳芷敏成為Donut的大師姐，帶領師妹力攻寫真界。同年陳芷敏更客串電影《十月初五的月光》，與張智霖及鄭欣宜有對手戲。

### 直播新貴
2015年開始，Donut的工作開始減少，後來更無聲無息地消失。不過陳芷敏並沒有因此而氣餒，適逢直播App「17」的興起，她轉戰直播平台，短時間內已經有過萬粉絲，成為直播界新貴。
2015年中，陳芷敏以自由身繼續在模特兒界發展，憑着以往累積下來的人氣，隨即成為新一代的寵兒。2016年尾騰訊推出直播App「VOOV」，陳芷敏亦加入VOOV的直播行列，並且在直播中建立了「食好西」這個環節。因為陳芷敏喜愛吃東西，被人稱為「美食焚化爐」，更因「食好西」得到不少粉絲的支持，吸引了飲食界的注意，當中更有很多老闆邀請她到自己的餐廳試食，使她成為新一代的「美食女神」。
2017年尾，陳芷敏除VOOV之外，同時加入Uplive直播，並且開始得到不少來自內地，與台灣及其他東南亞的支持者，開始向海外進軍。
2018年尾，陳芷敏離開VOOV，加盟直播APP始祖17，並取得不錯的成績。

### 挑戰短片
除了直播，2017年尾開始，陳芷敏開始接拍不同的短片，雖然她一向走清純美女的路線，不過在短片中，她不時扮演一些破壞形象的角色，例如滿臉鬍鬚的女人，令人留下深刻的印像。

## 電視節目
- 2011年：Now101台《撳錢》
- 2012年：亞洲電視《時事追擊》
- 2012年：有線娛樂新聞台《大fun享》
- 2012年：有線娛樂新聞台《嫩模寫真前哨戰》
- 2012年：華娛衛視《華娛米飯》[10]
- 2012年：Now101台《撚價》
- 2013年：亞洲電視《慧珊時尚坊》
- 2013年：有線娛樂新聞台《掃毒家庭》
- 2013年：有線娛樂新聞台《熱浪奇招四重奏》
- 2013年：有線娛樂新聞台《極腦》
- 2015年：無線電視《絕世好狗》
- 2015年：無線電視《東張西望》
- 2021年 : 香港開電視 《嘻哈馬場》
- 2022-2023年度：香港賽馬會賽馬節目《賽馬娛樂新聞》（與鄭杞瑤、丘嘉滎、何萬莉、陳宇溱主持）

## 電影
- 2013年：《超級經理人》
- 2015年：《十月初五的月光》

## 廣告
- 2011年香港保安局禁毒廣告[11]
- 2012年《COZY Fashion》
- 2015年《競馬女神大作戰》
- 2016年《mont-bell》
- 2017年《競馬女神大作戰》
- 2017年《特效必理痛 忍痛兵團》飾演李上癮

## 雜誌
- 2011年《PCM電腦廣場》 第928期 第935期 第936期 第946期 第946期
- 2013年《PCM電腦廣場》第1027期
- 2011年《iPhone Life!》週刊 第046期
- 2012年《Yes!》雜誌 第1111期
- 2012年《DiGi數碼雙周》 第256期
- 2012年《CHEER》雜誌 第006期 第011期 第014期

## 寫真集
- 2011年《Summer Lover 夏の戀人寫真集》[4]
- 2011年寫真月曆《How about me 2012》[12]
- 2012年《TOKYO LOVE 夏之戀戀東京》
- 2013年《Inside×Donut》
- 2014年《Looking For Love尋找愛》

## 興趣愛好

### 食大過天
向來有「美食女神」稱號的陳芷敏，不論任何食物都敢於挑戰，而且她對美食有獨特的見解，有別於時下的食評，對年青人的影響力很大，使他們相繼仿傚。

### 愛狗如命
陳芷敏向來愛狗如命，對愛犬「叔叔」及「Dark Dark」寵愛有加，而兩頭愛犬的支持度更不下於主人，經常在陳芷敏的網上直播中「叔叔」亂入。
兩隻愛犬之中，以「叔叔」的出鏡率最高，除了在雜誌訪問中出現，2015年更在無線電視節目《絕世好狗》亮相，差不多成為陳芷敏的代言人。

## 外部連結
- 陳芷敏的新浪微博
- 陳芷敏的Facebook專頁
- 陳芷敏的Instagram帳戶
- 陳芷敏 VOOV直播 帳號:elketantan （页面存档备份，存于）
- 陳芷敏 Uplive直播 帳號:elketantan （页面存档备份，存于）
- 陳芷敏 17直播 帳號:ELKE芷敏 （页面存档备份，存于）
- 《競馬女神大作戰》 （页面存档备份，存于）的Facebook專頁